# Либрвил
Либрвил (фр. Libreville) је главни град и лука Габона. У њему живи више од једне трећине становништва Габона, тачније 797.003 становника (2012). Либрвил је такође и главни град региона Естуер. Налази се на западу земље, на естуару реке Габон која се улива у Атлантски океан. Либрвил су основали Французи 1849. и служио им је као почетна тачка за колонизацију Габона. Град је био мали град све до независности 1960. али је затим забележио значајан развој нарочито захваљујући великим радовима током седамдесетих година двадесетог века. У граду се налази бродоградилиште и кроз његову луку пролази извоз мангана.

## Историја
Разни староседеоци живели су или користили подручје које је сада Либрвил пре колонизације, укључујући племе Мпонгве.  Француски адмирал Луј Едвард Бует-Вилјамез је 1839. склопио трговински и заштитни уговор са локалним владаром Мпонгва, Антчоуом Коме Рапонткомбом (Французима познатим као краљ Денис).
Амерички мисионари из Нове Енглеске успоставили су мисију у Бараки, Габон, на данашњем Либрвилу, 1842. Године 1846, бразилски робовски брод Лелиција, који је превозио робове из Конга, заробљен је у близини Лоанга од стране француске морнарице која је имала задатак уз доприносе британској блокади Африке. Педесет и двоје ослобођених робова пресељено је на место Либрвил (француски „Фритаун“) 1849. године. Након Француске револуције 1848. и успостављања Друге француске републике, бивши робови су организовали изборе за избор вођа новог села 1849. Бивши роб по имену Монтје је изабран за градоначелника Либрвила. Либрвил је био административни главни град француске колоније Конго-Габон између 1888. и 1904. године, када се главни град преселио у Бразавил.
Године 1910, Габон је постао део Француске екваторијалне Африке (Afrique équatoriale française, AEF). Француским компанијама је било дозвољено да експлоатишу Средњи Конго (данашњи Конго-Бразавил). Убрзо је постала неопходна изградња железнице која би повезивала Бразавил, крај речне пловидбе на реци Конго и реци Убанги, са обалом Атлантика. Како брзаци онемогућавају пловидбу реком Конго поред Бразавила, а крај обалске железничке станице је морао да омогући изградњу дубокоморске луке, власти су одабрале локацију Поант Ноара уместо Либрвила како је првобитно било предвиђено. Изградња железнице Конго-Океан почела је 1921, а Либрвил је надмашен брзим растом Поант Ноара, даље низ обалу. Либрвил је добио своју прву филијалу банке када је Банка западне Африке отворила филијалу 1930. Године 1940, Либрвил је био централни фокус Битке за Габон када су снаге Слободне Француске Шарла де Гола, уз подршку Краљевске морнарице, кренуле да консолидују контролу над француском Екваторијалном Африком.
Са националном независношћу на видику, Леон Мба је победио на првим слободним изборима за градоначелника у Либрвилу 1956. године. Мба је касније био први председник независног Габона. Становништво града је бројало само 32.000 у време стицања независности, али је након тога брзо расло. Сада у њему живи једна трећина националног становништва.

## Географија
Од севера ка југу, главни делови града су стамбена област Батери IV, Картјер Луј (позната по ноћном животу), Монт-Бует и Номбакеле (прометна комерцијална подручја), Глас (прво европско насеље у Габону), Олоуми (а главна индустријска зона) и Лалала, стамбено подручје. Градска лука и железничка станица на Трасгабонској железничкој линији до Франсвила леже у Овенду, јужно од главне насељене области. У унутрашњости ових округа леже сиромашнија стамбена подручја. Северозападно од Екваторијалне Гвинеје је место где се град налази, означавајући град као део северозападног Габона. Што се тиче околних граница земље, на северу је Камерун, на истоку Конго, а на југоистоку Демократска Република Конго. Град се налази на обалама јужног Атлантског океана, који је на западној обали земље. Поред тога, у погледу водене географије, река Комо пролази кроз град и улива се у океан. Река Комо такође представља потенцијални хидроелектрични извор енергије за град који би могао да генерише додатне количине енергије и струје. Неколико градских четврти пружа различите и одвојене погодности широм града. У погледу ноћног живота, сектор Картјер Луј је најпознатији. Једна од зонских својстава обухвата обалу, што у великој мери утиче на могуће активности доступне у тој области. Комерцијалне области у Либрвилу смештене су у окрузима Монт-Бует и Номбакеле, у којима се налази неколико трговачких центара. Олоуми садржи већи део градске индустрије, интегришући производњу одвојено од округа који се фокусирају на друге аспекте. Коначно, Лалала и Батери IV су стамбени сектори, где обитава велики део становништва.

### Клима
Либрвил карактерише тропска монсунска клима (Am) са дугом влажном сезоном и кратком сушном сезоном. Влажна сезона у граду траје око девет месеци (од септембра до маја), са великом количином кише која пада током ових месеци. Његова сушна сезона траје од јуна до августа, а узрокована је хладном бенгвелском струјом која достиже свој најсевернији обим и потискује падавине. Упркос недостатку кише, Либрвил остаје веома облачан у ово доба године.
Као што је уобичајено у многим градовима са овом климом, просечне температуре остају релативно константне током целе године, са просечним високим температурама око 29 °C (84 °F).
| Клима Либрвила (1961–1990)    | Клима Либрвила (1961–1990) | Клима Либрвила (1961–1990) | Клима Либрвила (1961–1990) | Клима Либрвила (1961–1990) | Клима Либрвила (1961–1990) | Клима Либрвила (1961–1990) | Клима Либрвила (1961–1990) | Клима Либрвила (1961–1990) | Клима Либрвила (1961–1990) | Клима Либрвила (1961–1990) | Клима Либрвила (1961–1990) | Клима Либрвила (1961–1990) | Клима Либрвила (1961–1990) |
| Показатељ \ Месец             | .Јан.                      | .Феб.                      | .Мар.                      | .Апр.                      | .Мај.                      | .Јун.                      | .Јул.                      | .Авг.                      | .Сеп.                      | .Окт.                      | .Нов.                      | .Дец.                      | .Год.                      |
| ----------------------------- | -------------------------- | -------------------------- | -------------------------- | -------------------------- | -------------------------- | -------------------------- | -------------------------- | -------------------------- | -------------------------- | -------------------------- | -------------------------- | -------------------------- | -------------------------- |
| Максимум, °C (°F)             | 29,5 (85,1)                | 30,0 (86)                  | 30,2 (86,4)                | 30,1 (86,2)                | 29,4 (84,9)                | 27,6 (81,7)                | 26,4 (79,5)                | 26,8 (80,2)                | 27,5 (81,5)                | 28,0 (82,4)                | 28,4 (83,1)                | 29,0 (84,2)                | 28,6 (83,5)                |
| Просек, °C (°F)               | 26,8 (80,2)                | 27,0 (80,6)                | 27,1 (80,8)                | 26,6 (79,9)                | 26,7 (80,1)                | 25,4 (77,7)                | 24,3 (75,7)                | 24,3 (75,7)                | 25,4 (77,7)                | 25,7 (78,3)                | 25,9 (78,6)                | 26,2 (79,2)                | 25,9 (78,6)                |
| Минимум, °C (°F)              | 24,1 (75,4)                | 24,0 (75,2)                | 23,9 (75)                  | 23,1 (73,6)                | 24,0 (75,2)                | 23,2 (73,8)                | 22,1 (71,8)                | 21,8 (71,2)                | 23,2 (73,8)                | 23,4 (74,1)                | 23,4 (74,1)                | 23,4 (74,1)                | 23,3 (73,9)                |
| Количина кише, mm (in)        | 250,3 (9,854)              | 243,1 (9,571)              | 363,2 (14,299)             | 339,0 (13,346)             | 247,3 (9,736)              | 54,1 (2,13)                | 6,6 (0,26)                 | 13,7 (0,539)               | 104,0 (4,094)              | 427,2 (16,819)             | 490,0 (19,291)             | 303,2 (11,937)             | 2.841,7 (111,878)          |
| Дани са кишом                 | 17,9                       | 14,8                       | 19,5                       | 19,2                       | 16,0                       | 3,7                        | 1,7                        | 4,9                        | 14,5                       | 25,0                       | 22,6                       | 17,6                       | 177,4                      |
| Релативна влажност, %         | 86                         | 84                         | 84                         | 84                         | 84                         | 81                         | 81                         | 81                         | 84                         | 87                         | 87                         | 86                         | 84                         |
| Сунчани сати — месечни просек | 175,2                      | 176,8                      | 176,9                      | 176,8                      | 159,5                      | 130,6                      | 119,2                      | 90,4                       | 95,9                       | 112,9                      | 134,6                      | 167,8                      | 1.716,6                    |
| Извор: NOAA                   |                            |                            |                            |                            |                            |                            |                            |                            |                            |                            |                            |                            |                            |

## Становништво
| Година       |
| Становништво |
| ------------ |

## Партнерски градови
- Ница
- Дурбан